# Keszei István
Keszei István (Székesfehérvár, 1935. július 5. – Párizs, 1984. január 26.) magyar költő.

## Életútja, munkássága
Édesapja, dr. Keszei István magyar-latin-görög-(később orosz) szakos középiskolai tanár, nagy műveltségű ember, volt Eötvös-kollégista. A Keszei család három gyermeket nevelt: Istvánon kívül még egy fiút, Imrét, valamint nővérüket, Ágnest.
István 1953-ban a József Attila (ma Ciszterci Szent István) Gimnáziumban érettségizett, utána két évig könyvtárosként dolgozott Székesfehérváron és kis ideig Dunaújvárosban. Majd beiratkozott a budapesti Eötvös Loránd Tudományegyetem bölcsészkarára magyar-latin szakra.
Az 1956-os forradalom Budapesten érte, s öccsével együtt bekapcsolódtak az eseményekbe. Keszei István október 25-én hazatért Székesfehérvárra, s hírt adott a Budapesten történtekről. Másnap a városháza erkélyéről szólt az összegyűltekhez.
A levert forradalom után egy darabig itthon próbálta meghúzni magát. De mikor tudomására jutott, hogy szüleit többször felkeresi a hatóság, testvérével úgy döntöttek, hogy elhagyják az országot. 1957. március 2-án nagybátyjuk, Keszei László segítségével lépték át a határt. Onnan Belgiumba kerülnek, s kezdetben mindketten a leuveni egyetemre iratkoznak be. Imre Belgiumban otthonra talált, s családot alapított. István végül 1962-ben Párizsban telepedett le. Itt Rezek Román Ahogy lehet című irodalmi folyóiratának lett a munkatársa. Sorsa mindvégig nehéz, hányatott. Szinte állandóan honvágy gyötörte. Baráti köre nem alakult ki, munkahelyei nem voltak sem tartósak, sem képességeinek megfelelőek. Amúgy is érzékeny létét megviselte a mindennapos küzdelem. Öccse, Imre igyekezett segíteni testvérét, amennyire tudtak, találkoztak is. Nővérével levélben osztotta meg félelmeit, problémáit és verseit is. Szüleivel rendszeresen írtak egymásnak, édesapja a legfőbb kritikusa. Szülővárosa, volt iskolája, tanárai, munkahelye is sokszor került említésre a levelekben. Ennek nyomán sok székesfehérvári témájú költeménye született. Írásainak többségét az Új Látóhatár és a Katolikus Szemle jelentette meg. Sokat publikált a Párizsban kiadott Irodalmi Újságban is.
Az elesettek iránti megértés, ugyanakkor a természet, a teremtett világ dolgaira való rácsodálkozás jellemzi.
Keszei nem volt óvatos, nem volt diplomatikus, talán tévedett is egyben-másban, de az irodalommal kapcsolatos elkötelezettségét, az anyanyelv szeretetét, becsületes 56-os helytállását és hívő mivoltát nem lehet megkérdőjelezni.
1966-ban megnősült. Felesége francia középiskolai tanárnő. 1967. február 3-án megszületett kislányuk, Claire. (Belőle később énekesnő lett, a Clarika művésznevet használja).
1969-ben édesanyja végre első ízben meglátogathatta (édesapja közben meghalt anélkül, hogy találkozhattak volna).
Családi élete azonban hamar tönkrement. Felesége 1971-ben elköltözött tőle, kislányával együtt. 1973-ban megkapta a  francia állampolgárságot. Ebben az évben utoljára találkozott édesanyjával, aki hazatérése után hamarosan meghalt.

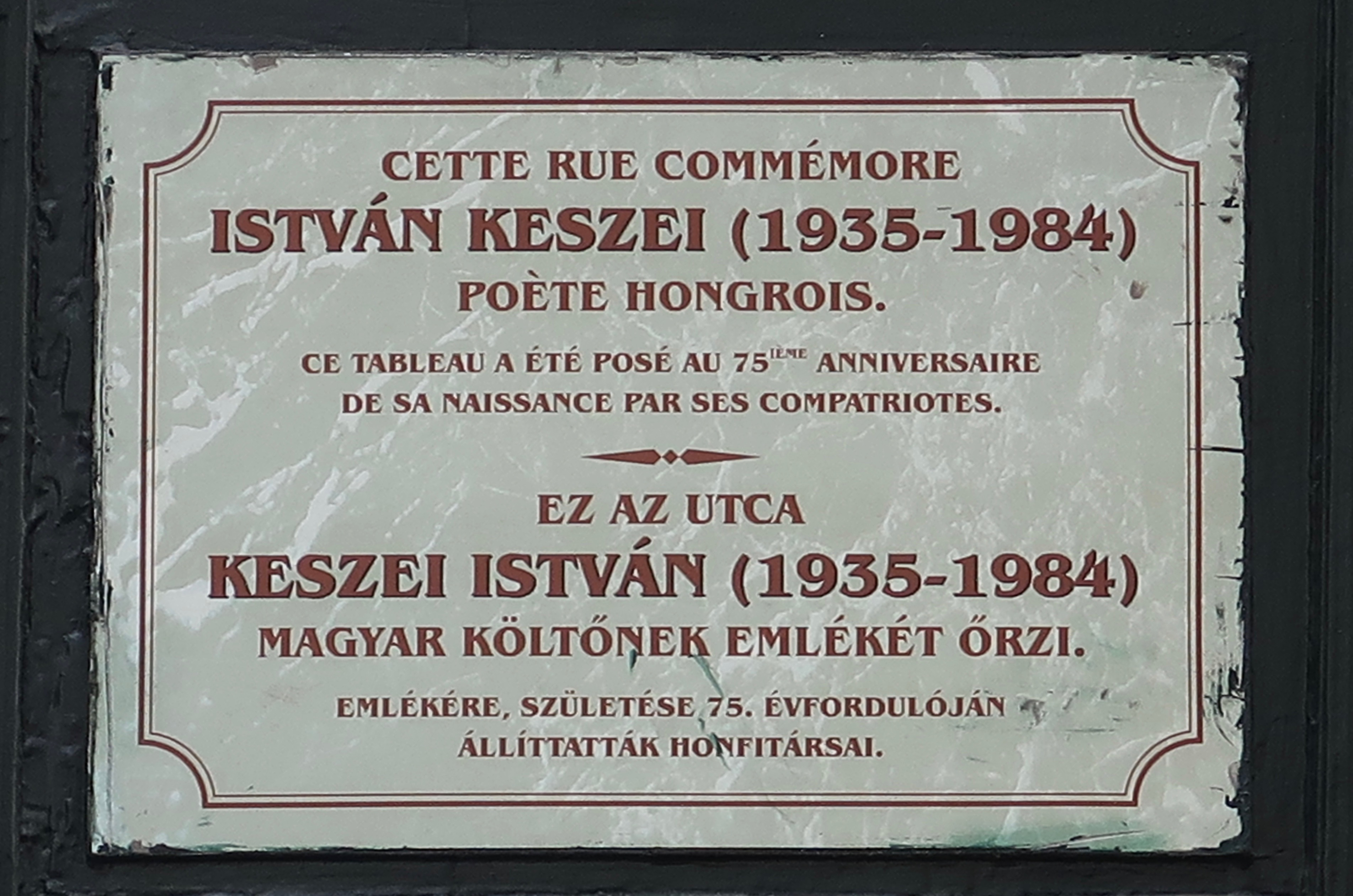
Keszei István egyik emlékplakettje Párizsban

Itthon először 1971-ben jelent meg verse, a Vigiliában. 1977-ben beutazási vízumot kért Magyarországra. Nagy megrendüléssel élte át hazalátogatását. 1979-ben Rómában megjelent Angyali merénylet című válogatott verseskötete. Kötetéért a Katolikus Szemle Sík Sándor-díját nyerte el. Pomogáts Béla is elismeréssel írt verseiről. Ugyanebben az évben adta ki az Opus Mystici Corporis Könyvkiadó Bécsben F. Monfort: A szeretet hite című könyvét Keszei István fordításában. 12 verse szerepel az 1980-ban megjelent Nyugati magyar költők antológiájában, s ugyancsak 12 költeménye a Vándorének című 1981-ben Budapesten kiadott antológiában.
Amikor 1980-ban másodszor is hazalátogatott, végleg megérlelődött benne a hazatelepülés szándéka. Beadta kérelmét, de elutasították.
Utolsó éveiben már sokat betegeskedett. 1984. január 26-án tüdőembólia okozta korai halálát.

## Lehoczky Gergely bevezetője az Angyali merénylethez
„Keszei István 1957 nyarán került Nyugatra. Költői érzelmek és meggondolások irányították Párizsba, ahol talán metafizikai nyugtalanságának keresett – s talált – kellőképpen imbolygó táptalajt. Nem papíron, hanem fejben, szívben, szájban fogant verseinek ritmusára rója a ninivei utcákat; szentekkel beszél, bűnözőkkel beszél, magában beszél... Tiszta lélek. Előítélete nincs, hátsógondolata nincs, a mellébeszélést nem ismeri; költői rögeszme-igazságainak örökmozgó páternoszterén forog mélyből a magasba, magasból a mélybe. Lírai és keresztény költő: alanyi mondanivalójának az állítmánya mindig a kezdetben volt 's testté lett Ige. Lírai, mert tárgyi világára, külső környezetére is benső égzengésének villanásai lobbantanak fényt. Keresztény, mert bűnösnek tudja s vallja magát, de hiszi, hogy van kegyelem és üdvözülés is.
E költő műve

angyali merénylet,

mert minden bűne

költői erény lett.

Mint költő, több mestertől is tanult, de kiforrottságában mégis leginkább egy festővel rokonítanám szellemileg, vérmérsékletileg: a tárgyakban és tájakban is görcsös lelket látó, fényt és Istent szomjúzó, s a színekbe (akárcsak Keszei a szavakba) szerelmes Van Gogh-gal. Az élmények: az Isten-élmény, a magyarság-élmény, a bűn, a kegyelem, a létezés csodája, a világra-és végtelenre eszmélés elemi erővel tépik, mint a szél és a zápor a lépteit kopár fennsíkon szaporázó vándort. Verseiben ezeket a visszatérő élményeket fogja egyszerű formákba, s a divattal dacolva bátran kimondja a remek rímeket is. Néha játszik a szavakkal, variációkat próbálgat egy téma körül, több oldalról is megmunkálja egy-egy költői leleményét. Máskor hosszú meditációkat tömörít rövid versekbe, lassan emésztő fájdalmakat egyszerű mondatokba. Keszei István versei fényjelek. Csak azt nem tudom, valami földi látogatásán eltévedt égi jövevénytől származnak-e, vagy egy útján egyre távolodó földlakótól?”

## Kötetei
- Angyali merénylet Versek – Róma, 1979.
- Átkelés – Válogatott versek – Székesfehérvár, 1990.
- Magyar advent 1. – Keszei István élete válogatott dokumentumok tükrében – Alba Civitas Történeti Alapítvány Székesfehérvár, 2008.
- Magyar advent 2. – Keszei István összegyűjtött versei és prózái – Alba Civitas Történeti Alapítvány Székesfehérvár, 2009.

## Díjak, elismerések
- 1979: Sík Sándor-díj